# Шемс
Шемс (иногда Эш-Шам в русских источниках, араб. جبل شمس‎ — «дже́бель шемс» — «гора солнца») — высшая точка Омана, расположенная в горной системе Эль-Ахдар. Высота 3018 метров. Гора находится около 30 км севернее города Бахла.
Вокруг вершины — закрытая зона, так как на вершине расположена военная радиолокационная станция. К ней ведёт грунтовая дорога.
Напротив горы находится смотровая площадка, которая является популярной целью для туристов. Недалеко от неё расположена туристическая база.

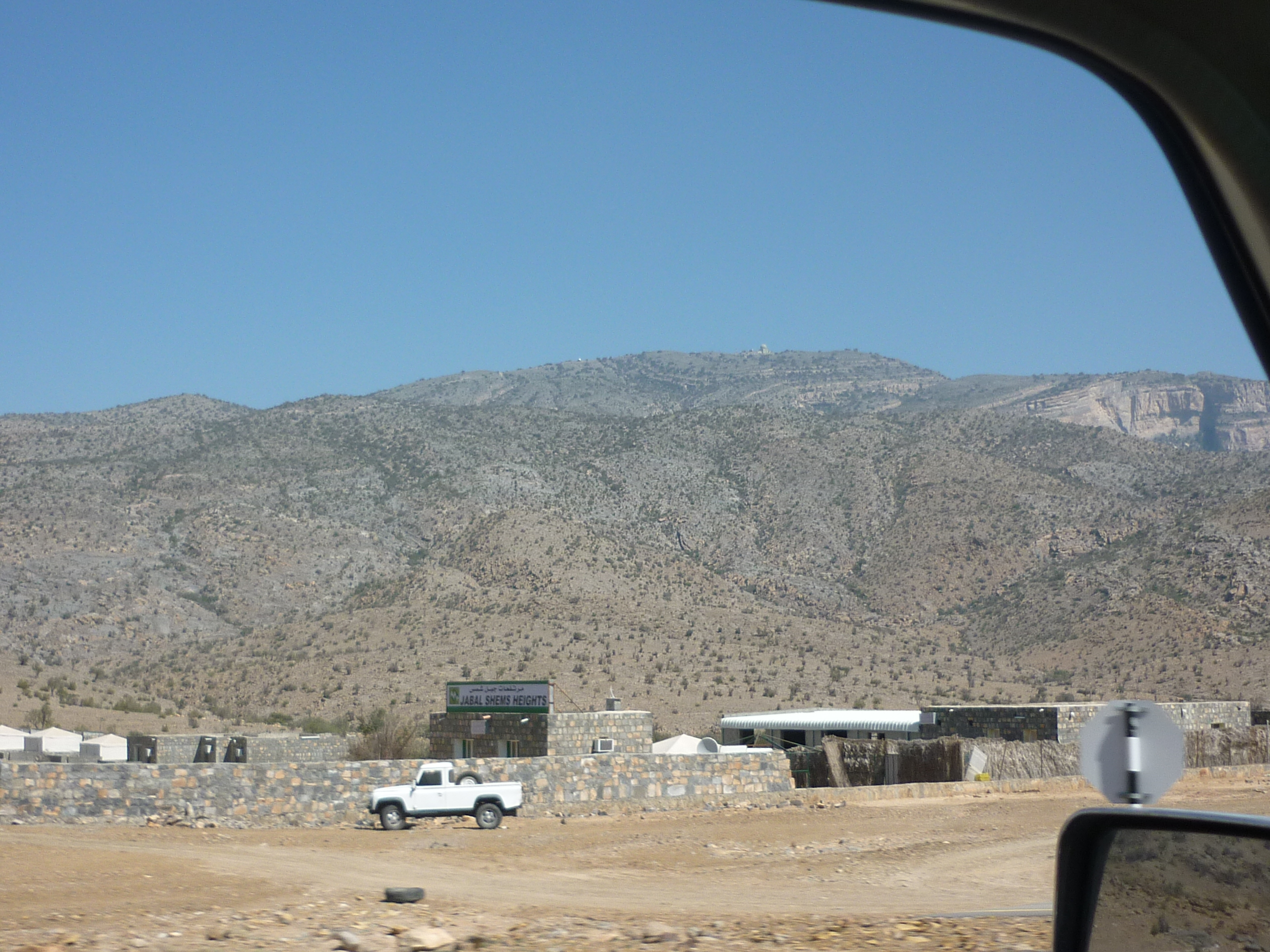
Турбаза вблизи горы. Вершина Шемса видна на горизонте

## Топографические карты
- Лист карты F-40-X Назва. Масштаб: 1 : 200 000. Издание 1979 г.
- Sultanate of Oman Geographical Map (English, French, Italian and German Edition) by Gizi Map (Jan 1, 2007)., ISBN 9789638703071